# Franz Hofmann (Kunsthistoriker, 1888)
Franz Hofmann (* 2. August 1888 in Reichenhall; † eventuell 1946 in Berlin) war ein deutscher Kunsthistoriker.

## Leben
Hofmann war Sohn des Hoteliers Franz Hofmann und seiner Frau Fanny. Er legte 1909 in München sein Abitur ab. Anschließend studierte er in Kiel, München, Dresden und Leipzig Kunstgeschichte, Philosophie und Architektur. Im Ersten Weltkrieg wurde er mehrfach ausgezeichnet und schließlich zum Leutnant befördert. 1919 schloss er sich dem Freikorps Epp an und nahm so aktiv am Sturz der Münchner Räterepublik teil. 1922 ging er an die Universität Erlangen, wo er 1923 promoviert wurde. 1923 beteiligte er sich am Hitlerputsch. Zum 1. September 1930 trat er der NSDAP bei (Mitgliedsnummer 307.020). 1932 wurde er Mitglied der SA, trat aber noch vor der Liquidierung Ernst Röhms wieder aus.
Bis auf wenige kleine Artikel veröffentlichte der Kunsthistoriker in den 1920er Jahren keine Schriften. Zwischen 1931 und 1934 war er als Kunstreferent und Kritiker beim Völkischen Beobachter beschäftigt. Dort kritisiert er häufig die Künstlergruppierungen „Die Juryfreien“ sowie die „Neue Secession“, während die Künstler und Künstlerinnen der konservativen Münchner Künstlergenossenschaft positiver besprochen wurden. Unter dem Titel „Der Stand der deutschen Revolution auf dem Gebiet der bildenden Kunst“ veröffentlichte Hofmann im Februar 1934 einen diffamierenden Artikel, der bedauert, dass nur wenige Künstler der sogenannten „Systemzeit“ in Haft genommen wurden.
Zwischen 1934 und 1937 war Hofmann Städtischer Konservator der Städtischen Galerie im Lenbachhaus, was einem Direktorenposten entsprach, ohne dass er diesen Titel führen durfte bzw. dementsprechend entlohnt wurde. Hofmann unterzog die Sammlung des Lenbachhauses einer Prüfung im Sinne der nationalsozialistischen Kunstpolitik, woraufhin er im August 1937 an die Reichskammer der bildenden Künste berufen wurde. Ende August 1937 war an der Beschlagnahmewelle von sogenannter „entarteter Kunst“ in deutschen Museen beteiligt.
Ab Januar 1938 war Hofmann Leiter der Abteilung „Bildende Kunst“ im Reichsministerium für Volksaufklärung und Propaganda. Im November 1938 unterbreitete er Joseph Goebbels den Vorschlag, die eingelagerten „entarteten“ Kunstwerke zu verbrennen. Im Februar 1939 stimmte Goebbels diesem zu. Bevor die gelagerten Kunstwerke vernichtet werden konnten, wurde die große Masse ins Schloss Niederschönhausen gebracht. Laut Hildegard Brenner wurden am 20. März 1939 im Hof der Feuerwache Berlin 1004 Ölgemälde und Bildwerke sowie 3825 Aquarelle, Zeichnungen und grafische Blätter, darunter Arbeiten von Emil Nolde, Karl Schmidt-Rottluff oder Kurt Schwitters, vernichtet.
Ab 1940 war Hofmann Hauptmann der Luftwaffe.